# EMedicine
eMedicine – internetowa baza medyczna, założona w 1996 roku przez 2 lekarzy – Scotta Plantza i Richarda Lavely'ego. W styczniu 2006 roku została sprzedana WebMD.
Zawiera m.in. opisy około 7 tys. schorzeń, ilustrowanych przez 30 tys. multimediów.
Przeprowadzone badania wykazały, że 12% rezydentów radiologii używa eMedicine jako pierwszego internetowego źródła. W innym badaniu dotyczącym stron internetowych zajmujących się tematyką neuroonkologii pediatrycznej eMedicine zajęło drugie miejsce wśród 114 przeanalizowanych stron.